# Скот Търоу
Скот Търоу (на английски: Scott Turow) е американски адвокат и писател на бестселъри в жанра съдебен трилър.

## Биография и творчество
Скот Търоу е роден на 12 април 1949 г. в Чикаго, Илинойс, САЩ, в еврейското семейство от руски произход на Дейвид Търоу, лекар гинеколог, и Рита Пастрон, детска писателка. Учи в гимназия „Ню Триър“. Завършва през 1970 г. с бакалавърска степен колеж „Амхърст“, където става член на организацията „Алфа, Делта, Фи“. В периода 1972 – 1975 г. преподава творческо писане към групата „Едит Мириелей“ в Станфордския университет, Калифорния. През 1974 г. получава магистърска степен от Станфордския университет.
Учи право в Харвардския университет и завършва с отличие през 1978 г. В периода 1977 – 1978 г. работи като служител към офиса на окръжния прокурор на окръг Сафолк в Бостън. В периода 1978 – 1986 г. е помощник областен прокурор към апелативния съд за седми окръг в Чикаго, Илинойс. От 1986 г. е партньор и защитник по наказателни дела в международната адвокатската кантора „Дентонс“ („Зоненшайн, Нат, и Розентал“) в Чикаго. Става популярен с участието си „про боно“ в известни дела. Специализира се в престъпления, извършени от „бели якички“, и заема активна позиция по редица проблеми на правосъдната система. Участва в няколко държавни комисии и е първият председател на Изпълнителната комисия по етика в Илинойс, която регулира работата на висшите служители от щатската администрация.
На 4 април 1971 г. се жени за Анет Вайсберг, художничка. Имат три деца. Развеждат се през 2006 г.
През 1972 г. започва да пише, а през 1977 г. е издадена първата му документална книга „Едно Л“ (One L). Тя е автобиографичен разказ за първата му година в колежа по право в Харвард. Има голям успех и става настолна книга на студентите по право.
В началото на 80-те години, въз основа на работата и опита си в прокуратурата, започва да пише трилъри. Първият му роман „Невинен до доказване на противното“ от емблематичната му поредица „Окръг Киндъл“ е издаден през 1986 г. Той става международен бестселър и прави писателя световноизвестен. Главен герой в поредицата е първия заместник главен прокурор Ръсти Сабич. През 1990 г. трилърът е екранизиран в много успешния едноименен филм с участието на Харисън Форд, Брайън Денехи и Раул Джулия.
Трилърът му „Игра на правосъдие“ е обявен от списание „Таймс“ за най-добрия трилър на 1999 г.
Прецедент в творчеството на Търоу е трилъра „Съвестта е моят адвокат“ написан по действителен случай. Имената на негови колеги и обвиняеми са прикрити зад псевдоними, а самият случай е леко променен.
През 2003 г. документалната му книга „Крайно наказание“ (Ultimate Punishment) е удостоена с наградата „Робърт Ф. Кенеди“ за правосъдие и защита на човешките права.
Произведенията на писателя често са в списъците на бестселърите. Те са преведени на над 40 езика и са издадени в над 30 милиона екземпляра по света.
Той е бивш президент на Писателската гилдия (1997 – 1998, 2010 – 2014) и е член на управителния съвет на колежа „Амхърст“.
Освен адвокат и писател, той е и певец в благотворителната музикалната група на писателите Rock Bottom Remainders, в която участват Дейв Бари, Ейми Тан, Ридли Пиърсън, Стивън Кинг, Джеймс Макбрайд, Рой Блънт и др.
Скот Търоу живее с приятелката си в околностите на Чикаго.

## Произведения

### Самостоятелни романи
- Ordinary Heroes (2005)

### Поредица „Окръг Киндъл“ (Kindle County)
1. Presumed Innocent (1986) – награда „Сребърен кинжал“
Невинен до доказване на противното, изд.: „Народна култура“, София (1991), изд.: ИК „Бард“, София (2003), изд.: ИК „ЕРА“, София (2010), прев. Чавдар Попов
2. The Burden of Proof (1989)
Тежестта на доказателствата, изд. „Лъчезар Минчев“ (1997), прев. Стоянка Сербезова
3. Pleading Guilty (1993)
Обявен за виновен, изд. „Лъчезар Минчев“ (1996), прев. Божидар Стойков
4. The Laws Of Our Fathers (1996)
Законите на нашите бащи, изд. „Лъчезар Минчев“ (1998), прев. Стоянка Сербезова
5. Personal Injuries (1999)
Игра на правосъдие, изд.: ИК „Прозорец“, София (2002), прев. Лъчезар Бенатов
6. Reversible Errors (2002) – награда „Сребърен кинжал“
Обратими грешки, изд.: ИК „Бард“, София (2003), прев. Иван Златарски
7. Limitations (2006)
Съвестта е моят адвокат, изд.: ИК „ЕРА“, София (2007), прев. Марин Загорчев
8. Innocent (2010)
Невинен, изд.: ИК „ЕРА“, София (2010), прев. Марин Загорчев
9. Identical (2013) 
Братя, изд.: ИК „ЕРА“, София (2013), прев. Марин Загорчев
10. Testimony (2017)

### Участие в общи серии с други писатели

#### Поредица „Най-добрите американски криминални истории“ (Best American Mystery Stories)
- The Best American Mystery Stories 2006 (2006) – с Ото Пенцлер

от серията има още 18 романа (сборника) от различни автори

### Документалистика
- One L (1977)
- Ultimate Punishment: A Lawyer's Reflections on Dealing with the Death Penalty (2003)
- Hard Listening: The Greatest Rock Band Ever (of Authors) Tells All (2013) – с Мич Албом, Дейв Бари, Сам Бари, Мат Грьонинг, Рой Блънт младши, Стивън Кинг, Джеймс Макбрайд, Ридли Пиърсън и Ейми Тан

### Екранизации
- 1990 Presumed Innocent – с Харисън Форд, Брайън Денехи и Раул Джулия
- 1992 The Burden of Proof – с Хектор Елисондо, Брайън Денехи и Мел Харис
- 2004 Reversible Errors – с Уилям Х. Мейси, Том Селек и Моника Потър
- 2010 Pleading Guilty – с Медхен Амик, Изабел Фърман и Джейсън Айзъкс
- 2011 Innocent – с Алфред Молина, Бил Пулман и Марша Гей Хардън
- 2012 Rochelle –ТВ минисериал, с Розана Аркет и Назанин Бониади